# Förlåtelse
Förlåtelse handlar om att låta gammalt vara glömt och att sluta känna upprördhet efter en kränkning. 
Inom religion kan det vara ett uttryck för relationen mellan människan och Gud, och är då ofta förknippat med krav på offer, gottgörelse eller bot.

## Förlåtelse inom filosofi

### Derrida
Jacques Derrida talar om förlåtelse som en paradox och skiljer på förlåtelse för något som går att förlåta och förlåtelse för något oförlåtligt: å ena sidan ovillkorlig, oändlig, icke-ekonomisk förlåtelse som ges till den fortfarande skyldiga, till den som inte ångrar sig, som inte ens ber om det, å andra sidan villkorlig förlåtelse, proportionell mot erkännandet av felet, mot den ångerfulla syndarens omvändelse. Hans mål är att reda ut ordens betydelse och hans poäng att det är skillnad på å ena sidan ren förlåtelse och å andra sidan andra fördunklande, förvillande kristna begrepp såsom försoning och omvändelse.
Derrida menar att om man förlåter något som är möjligt förlåta, då har man egentligen inte förlåtit. Genuin förlåtelse är att förlåta något oförlåtligt. Därför är verklig förlåtelse omöjlig, galen och omedveten; den står bortom politisk och juridisk rationalitet. Vid en sådan ovillkorlig förlåtelse finns emellertid alltid en förväntan om en ursäkt eller ånger från den skyldiga parten. Detta gör att verklig förlåtelse aldrig blir avslutad; den är paradoxal, den är alltid öppen, som ett sår som aldrig vill läka.

## Förlåtelsen inom kristendomen
Inom kristendomen får människor förlåtelse genom den nåd som erhålls genom Kristus. Man kan se förlåtelsen främst i två sammanhang. Dels ser man det som en moralisk plikt, att vi människor är villiga att förlåta andra, så snart de som felat visar sig ångerfulla. Dels utlovas det att Gud i sin nåd förlåter oss våra onda tankar och handlingar. Detta tas emot genom tro. En del traditioner talar om tron som ett villkor för förlåtelsen.

### Bibelord
Nedan följer bibelord som berör ämnet förlåtelse.
Apostlagärningarna 10: 39-43. (i utdrag) ...Honom hängde de upp på en träpåle och dödade. Men Gud uppväckte honom på tredje dagen och lät honom visa sig, inte för hela folket utan för vittnen som Gud i förväg hade utvalt, nämligen för oss som åt och drack med honom efter hans uppståndelse från de döda… Om honom vittnar alla profeterna att var och en som tror på honom får syndernas förlåtelse genom hans namn. 
Johannes första brev 1:9 – 2:2. (i utdrag) Om vi bekänner våra synder är han trofast och rättfärdig, så att han förlåter oss synderna och renar oss från all orättfärdighet… Mina barn, detta skriver jag till er för att ni inte skall synda. Men om någon syndar har vi en som för vår talan inför Fadern, Jesus Kristus som är rättfärdig. Han är det offer som sonar våra synder och inte bara våra utan hela världens.
Lukas evangelium 23:39-43. Den ene av förbrytarna som hängde där smädade honom och sade: "Är inte du Messias? Hjälp då dig själv och oss." Men då tillrättavisade honom den andre: "Är du inte ens rädd för Gud, du som har fått samma straff? Vi har dömts med rätta, vi får vad vi har förtjänat. Men han har inte gjort något ont." Och han sade: "Jesus, tänk på mig när du kommer med ditt rike." Jesus svarade: "Sannerligen, redan i dag skall du vara med mig i paradiset."